# Dichocrocis clytusalis
Dichocrocis clytusalis là một loài bướm đêm thuộc họ Crambidae. Nó được tìm thấy ở đông bắc half của Úc.
Sải cánh dài khoảng 20 mm.

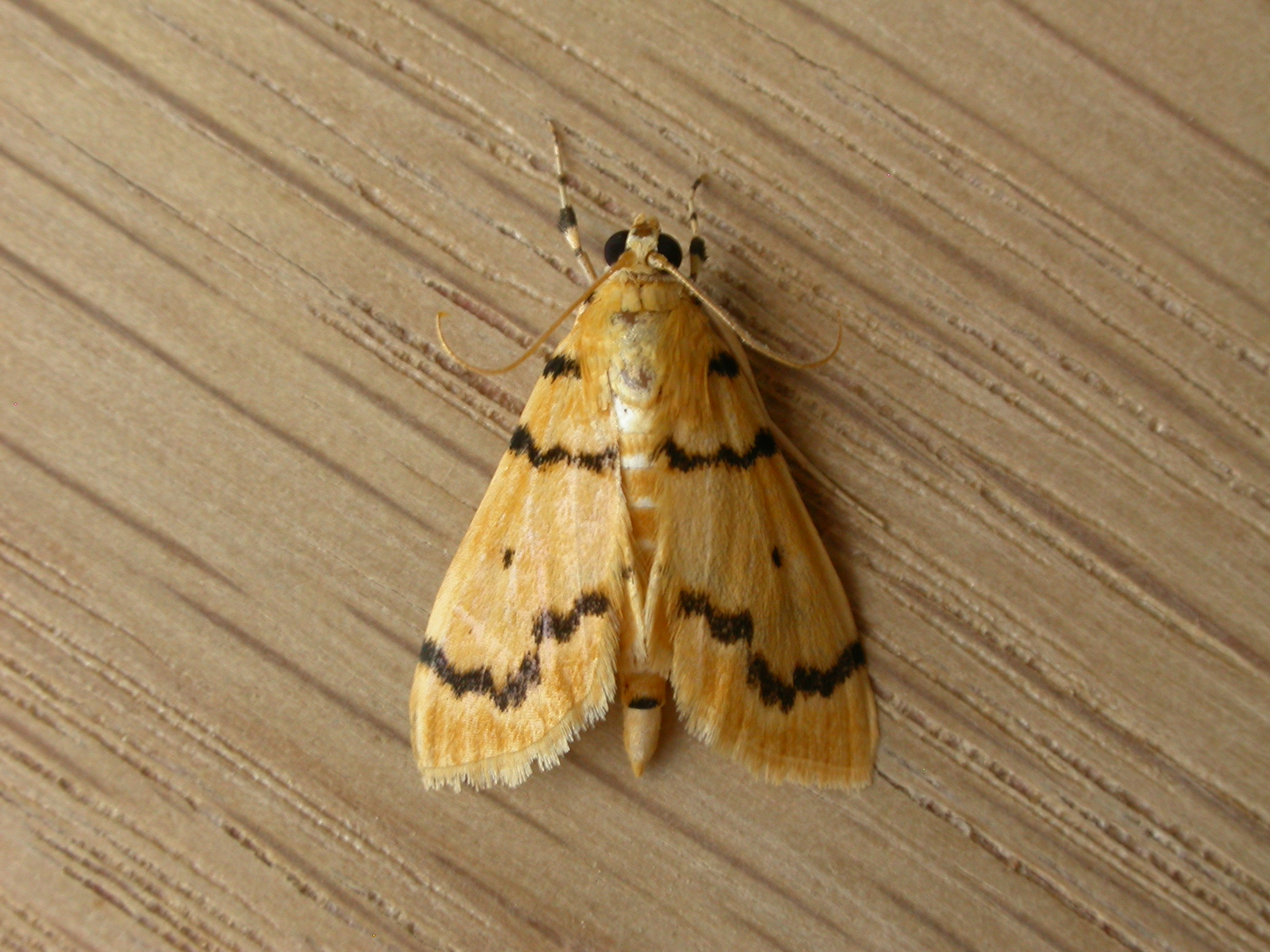

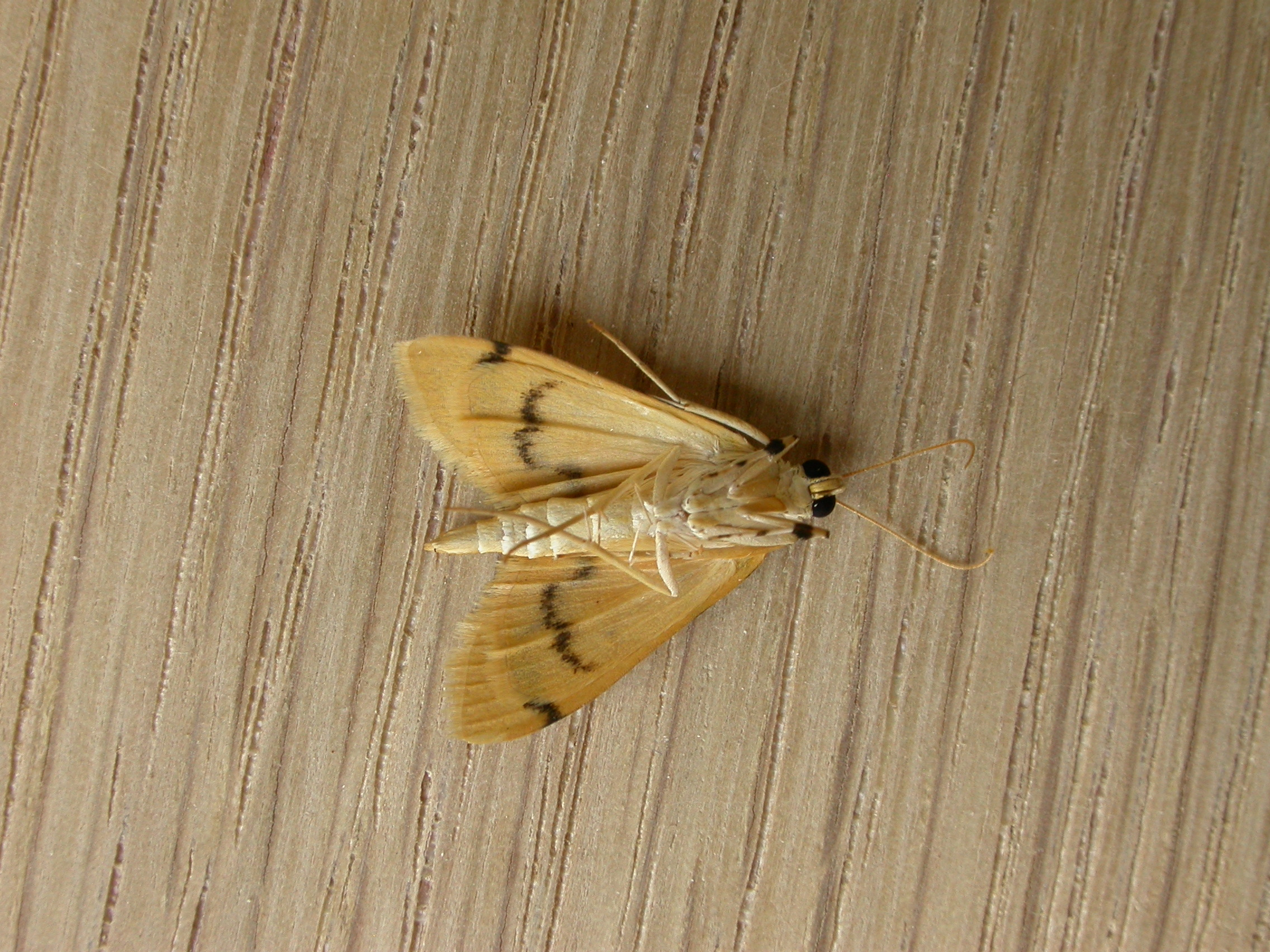

Ấu trùng ăn Brachychiton rupestre, Brachychiton acerifolium và Brachychiton populneus. 

## Hình ảnh

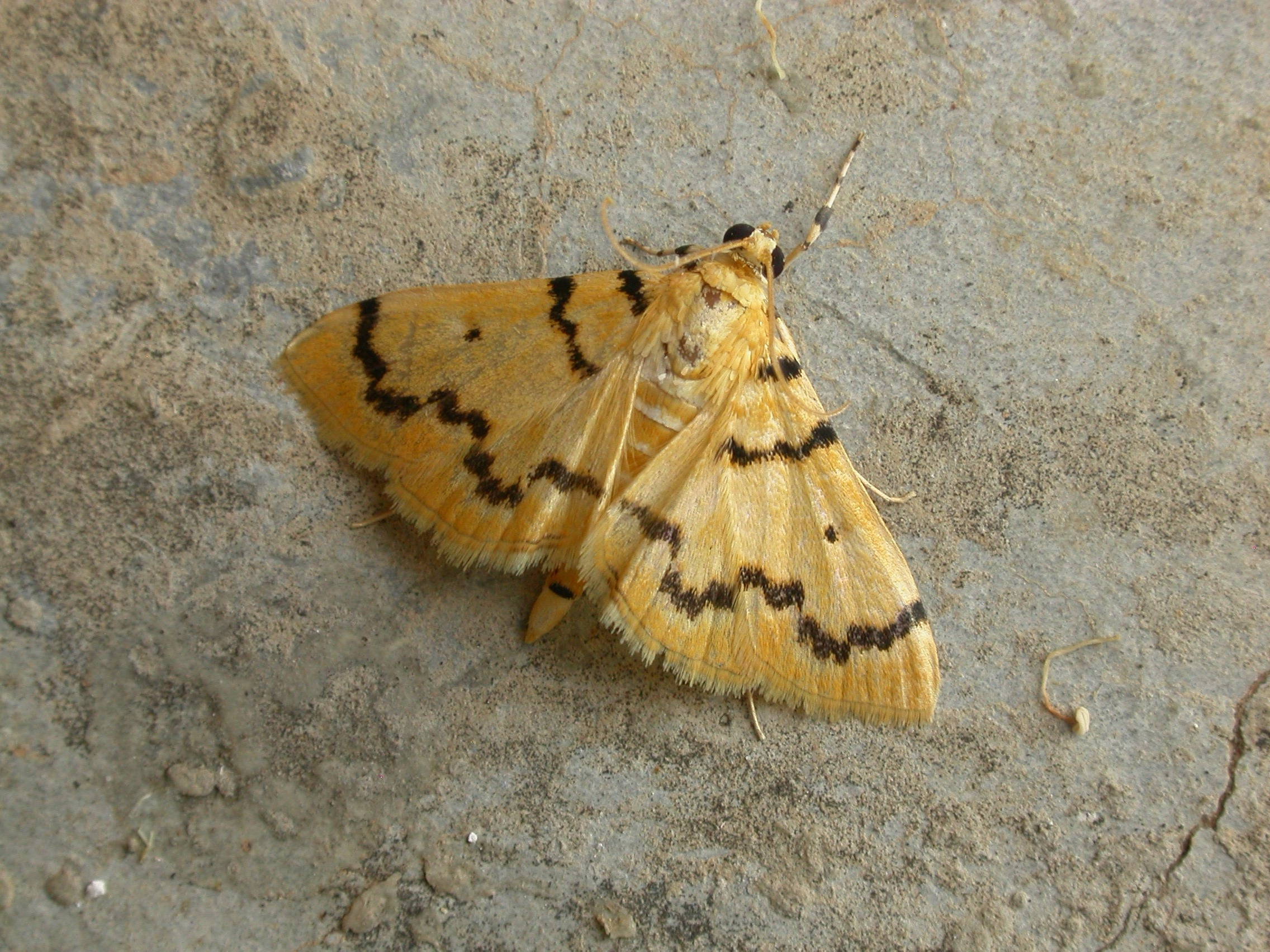